# Pentagonia subauriculata
Pentagonia subauriculata är en måreväxtart som beskrevs av Paul Carpenter Standley. Pentagonia subauriculata ingår i släktet Pentagonia och familjen måreväxter. Inga underarter finns listade i Catalogue of Life.